# سيارا غرانت
سيارا غرانت (بالإنجليزية: Ciara Grant) هي لاعبة كرة قدم أيرلندية، ولدت في 17 مايو 1978 في وترفورد في جمهورية أيرلندا. شاركت مع منتخب جمهورية أيرلندا لكرة القدم للسيدات. أما مع النوادي، فقد لعبت مع باتريك أتلتيك ونادي أرسنال للسيدات ونادي أرسنال ونادي ريدنغ.

## وصلات خارجية
- سيارا غرانت على موقع الاتحاد الدولي (مؤرشف)  (الإنجليزية)
- سيارا غرانت على موقع الاتحاد الأوربي (الإنجليزية)
- سيارا غرانت على موقع قاعدة بيانات كرة القدم.إي يو (الإنجليزية)
- سيارا غرانت على موقع Soccerway.com (الإنجليزية)